# Hålsjö
För sjöar med detta eller snarlika namn, se: Hålsjön
Hålsjö är en ort i Hudiksvalls kommun, Gävleborgs län. 2015 justerade SCB definitionen för tätorter något, varvid man fann att avstånden mellan de olika husområdena är för stort för att området skall kunna utgöra en gemensam tätort och delarna har för få boende för att i sig kunna utgöra tätorter. Istället avgränsas här en småort.

## Befolkningsutveckling
År 1990 räknades orten som småort med namnet Hålsjö + Bästdal + del av Stensgärde och småortskod S7173.
| Befolkningsutvecklingen i Hålsjö 1995–2015          | Befolkningsutvecklingen i Hålsjö 1995–2015 | Befolkningsutvecklingen i Hålsjö 1995–2015 | Befolkningsutvecklingen i Hålsjö 1995–2015 | Befolkningsutvecklingen i Hålsjö 1995–2015 |
| --------------------------------------------------- | ------------------------------------------ | ------------------------------------------ | ------------------------------------------ | ------------------------------------------ |
|                                                     |                                            |                                            |                                            |                                            |
| År                                                  |                                            |                                            | Folkmängd                                  | Areal (ha)                                 |
| 1990                                                | 1990                                       |                                            | 218                                        | 64#                                        |
| 1995                                                | 1995                                       |                                            | 251                                        | 85                                         |
| 2000                                                | 2000                                       |                                            | 240                                        | 85                                         |
| 2005                                                | 2005                                       |                                            | 221                                        | 85                                         |
| 2010                                                | 2010                                       |                                            | 214                                        | 85                                         |
| 2015                                                | 2015                                       |                                            | 172                                        | 61#                                        |
| Anm.: Ny tätort 1995. Ej tätort 2015. # Som småort. |                                            |                                            |                                            |                                            |